# ميخايلا ميلينتي
ميخايلا ميلينتي (بالرومانية: Mihaela Melinte) هي رامية مطرقة رومانية ولد في يوم 27 مارس 1975 في مدينة باكاو. أبرز إنجازاتها هو فوزها بالميدالية الذهبية في بطولة العالم لألعاب القوى 1999 في إشبيلية، كما فازت بالميدالية الذهبية في بطولة أوروبا لألعاب القوى 1998 في بودابست.